# ماريسمى
ماريسمى (بالإسبانية: El Maresme)‏ هي مقاطعة في كتالونيا، في إسبانيا، تقع في مقاطعة برشلونة، بلغ عدد سكانها 441,505  نسمة وذلك حسب إحصائيات سنة 2016، عاصمتها ماتارو، برشلونة، تبلغ مساحتها 398.5 كيلومتر مربع.

## الموقع
تشترك في الحدود مع:
- سيلبا
- فالس أورينتال
- بارسيلونيس.

## التقسيمات الإدارية
- أليلا
- أرينيس دي مار
- أرينيس دي مونت
- أرغينتونا
- كابريرا دي مار
- كابرايلس
- كالديتاس
- كليلة، برشلونة
- كانيت دي مار
- دوسرايوس
- إل ماسنو، برشلونة
- مالغرات دي مار
- ماتارو، برشلونة
- مونغات، برشلونة
- أورايوس
- بالافولس
- باينيدا دي مار، برشلونة
- بريميا دي دالت
- بريميا دي مار
- سان أندريس دي يافانيراس
- سانت سيبريا دي فالالتا
- سان أسيسكلودي فالالتا
- سان بول دي مار
- سان فايسينت دي مونتالت
- سانتا سوزانا
- تيا، برشلونة
- تيانا
- تورديرا
- فيلاسار دي دالت
- فيلاسار دي مار.